# لیزا داماتو
لیزا داماتو (انگلیسی: Lisa D'Amato؛ زادهٔ ۲۲ اکتبر ۱۹۸۱) یک هنرمند، بازیگر تلویزیون و مدل اهل ایالات متحده آمریکا است. داماتو در لس آنجلس متولد شد. والدینش در دو سالگی طلاق گرفتند و مادرش او را به تنهایی بزرگ کرد. وی مدلینگ را در سن ۱۲ سالگی آغاز کرد.
داماتو مدعی است که به دلیل علاقه زیادی که دوستانش نسبت به این نمایش داشتند، جرأت کرده‌است یک نوار تستی برای مدل برتر بعدی آمریکا بفرستد. پس از یک سال، او تصمیم گرفت در برنامه شرکت کند و متوجه شد که چیزی برای از دست دادن ندارد. در این برنامه، داماتو به زودی به عنوان "بدنام ترین" مدل شناخته شد و از گفتن نظر خود با سایر شرکت کنندگان هراس نداشت. او توضیح داد که این حمایت واقعاً از قلبش سرچشمه می‌گیرد، زیرا می‌خواهد مدل‌های دیگر به‌ویژه در تلویزیون ملی به بهترین شکل ظاهر شوند. لیزا دلیل نگرش سخت خود را مورد آزار و اذیت قرار گرفتن در کودکی ذکر می‌کند. اما این باعث نشد که او در خانه تاپ مدل خوش بگذرد و سطح استرس را کاهش دهد. لیزا با کلاه گیس، ماسک و لباس‌های عجیب و غریب می‌دوید. و یک بار با یک بوته پامپاس گراس که او آن را "Cousin It" نامیده بود، گفتگوی طولانی داشت. داوران D'Amato را در رتبه هفتم حذف کردند (از زمانی که شرکت کننده دیگر [کاساندرا وایتهد] در قسمت چهارم کناره‌گیری کرد. شخصیت، زیبایی نامتعارف، میل به ملودرام، و طرفداران قوی سیکل ۱۷ ستاره‌های ستاره پس از اولین حضورش در برنامه، لیزا برای بازگشت به مدل برتر بعدی آمریکا برای یک چرخه آل استار انتخاب شد. جایگاه خود را در این فصل از نمایش تضمین کرد و به سفر او به اوج کمک کرد. مانند همه شرکت کنندگان دیگر در چرخه ۱۷، به D'Amato یک کلمه نام تجاری داده شد: "جرات". بر همین اساس نشان می‌دهد؛ پوشیدن لباس‌های جسورانه، بیان شخصیت برون‌گرای خود و شکل‌دادن به چالش‌ها برای تناسب با تصویر خود. در طول مدت حضورش در برنامه، او عطر خود را به نام "نئون" تولید کرد و در یک موزیک ویدئو برای آهنگ "I Be Like" اجرا کرد. اوه." O در ۷ دسامبر ۲۰۱۱، لیزا برنده ANTM All-Stars (چرخه ۱۷) نسبت به فینالیست همکار، آلیسون هاروارد که در هر دو دوره او نایب قهرمان شد، برد.
حرفه مدلینگ
او از ۱۲ سالگی مدلینگ بوده و در تبلیغات شرکت‌هایی مانند XOXO, Barneys New York, Mervyn's, Teen Magazine, Sassy, YM, Seventeen, Guess, Flojos, Surfer Magazine, Dragonfly نقش آفرینی کرده‌است. او به سرتاسر دنیا سفر کرده و برای بارنیز نیویورک، XOXO, Guess, Jared Gold, Devon Becke's, Levi's, H&M, Diane Von Furstenberg، 2BeFree, Clementyne, Sebastian's International, Coca-Cola's Bon Voyage (کمپین Q10) باند فرودگاه سفر کرده‌است. یک ایستگاه رادیویی محلی در شیکاگو، ایلینوی)، هدف، و کمپین "زرد دلپذیر" The Gap. پس از ANTM, D'Amato با L.A Models و L.A Talent قراردادی امضا کرد که منجر به بازی او در کمپین‌های تبلیغاتی برای Black Chandelier شد که توسط Jared Gold, Clementyne, DaftBird, Swindle Magazine طراحی شده بود (جایی که او در یک سرمقاله شش صفحه ای ظاهر شد). ، مجله لیموناد (جایی که او شش صفحه منتشر و تألیف کرد).[۸] او همچنین برای Shoshanna Lonstein، [9] DaftBird، [10] Ford Fusion, Clementyne, Lip Service, Elle Girl Magazine, Lemonade magazine, Lilian Kha، و مجله Permission مدلینگ کرده‌است، جایی که او روی جلد شماره اکتبر ۲۰۰۶ ظاهر شد. [۱۱] نمایش‌های باند او شامل جارد گلد، 2BeFree، مجموعه پاییز ۲۰۰۶ آلیس + اولیویا و نمایش باند کاسپین جرد گلد است.[12] D'Amato همچنین در دو آگهی بازرگانی Old Navy و در تلویزیون Ripe ظاهر شده‌است. در دسامبر ۲۰۱۱، D'Amato چهره عطر Dream Come True ANTM شد. در آوریل ۲۰۱۲، D'Amato در شش صفحه در Vogue Italia ظاهر شد. در سال ۲۰۱۲، او در یک کانال یوتیوب، damodel69، که در سالن Da'model نیز با ۶ قسمت حضور دارد، شرکت کرد. سایر D'Amato برنده جایزه از "Reality Remix Awards" برای "Favorite Altered State" شد. و به عنوان دهمین شرور بزرگ در تلویزیون واقعیت توسط راهنمای تلویزیون.[۱۵] حرفه موسیقی D'Amato حرفه ای را در موسیقی دنبال کرده‌است و از مدلینگ به اجرا، به ویژه در ژانرهای رپ، الکترو رپ و هیپ هاپ گذر کرده‌است. در ۸ اکتبر ۲۰۰۷، موزیک ویدیو آهنگ "Ace of Spades" او منتشر شد. بعداً با سیسکو آدلر (Whitestarr, Shwayze, Dirt Nasty, Mickey Avalon) کار کرد. این همکاری منجر به ساخت آهنگ‌هایی از جمله "اسم من لیزا است" و "بیکینی" شد. آدلر و داماتو در ویدیوهای مربوط به آن آهنگ‌ها همکاری کردند. آهنگ او "Can't Touch It!" [۱۶] در HBO نشان می‌دهد اطرافیان برجسته بود. او برای LMFAO, Hyper Crush، 3OH!۳، Shwayze, Dirt Nasty, Andre Legacy, Mickey Avalon, Ultraviolet Sound, Electric Valentine, Boomkat و The Beach Boys باز کرده یا با آنها کار کرده‌است. اولین آلبوم اولین آلبوم او به نام La Puchinetta در دسامبر ۲۰۰۹ منتشر شد.[۱۷] همکاران عبارتند از DJ Lethal (House of Pain, Everlast) و DJ Gavin O'Connor. بین جلسات ضبط، D'Amato در سرتاسر جنوب غربی ایالات متحده اجرا کرده‌است و با رقصندگان پشتیبان خود نمایش‌هایی را اجرا می‌کند که "The Super Smokin' Hot Bikini Dancers" نام دارند. آلبوم دوم آلبوم دوم لیزا Flippin' The Bird در سپتامبر ۲۰۱۱ منتشر شد و شامل همکاری با The Cataracs (Far East Movement), L.P.

## حضور در تلویزیون
- مخزن کوسه - مهمان؛ ۱ قسمت
- Strut - مهمان؛ ۲ قسمت
- Industry Insider - خود / میزبان
- ستاره‌های واقعیت جانی پنجم - خودش
- مدل برتر بعدی آمریکا، چرخه ۱۸ - قسمت ۶ - به عنوان خودش (مهمان)
- E! پلیس گرمی مد (مجموعه تلویزیونی) مد/روندهای زیبایی - مانند خودش
- Travel Channel Ultimate Travel: The Last Resort - همان‌طور که خودش
- NBC The Tonight Show با جی لنو - مثل خودش
- سالن Da'model به عنوان خودش
- مدل برتر بعدی آمریکا، چرخه ۱۷ - به عنوان خودش (برنده)
- " E! Entertainment " " Married to Rock " - قسمت عروسی وحشی به عنوان خودش
- Style Network Tacky House - قسمت قلعه Tacky به عنوان خودش
- " The Oxygen Network Celeb-u-tots مفسر-مانند خودش
- شبکه اکسیژن ANTM وسواس خود را دارد
- TMZ به عنوان خودش
- MTV Cribs به عنوان خودش (با Cisco Adler و Shwayze)
- Buzzin ' در MTV به عنوان خودش (با Cisco Adler و Shwayze)
- Tyra Banks Show (2005) به عنوان خودش
- مدل برتر بعدی آمریکا، چرخه ۶ به عنوان خودش (مهمان)
- مدل برتر بعدی آمریکا، چرخه ۵ به عنوان خودش (شرکت کننده)
- Celebrity Rehab با دکتر درو فصل ۳ به عنوان خودش
- FuseTV/MAvTV , Rad Girls به عنوان خودش
- Pit Boss , Rad Girls به عنوان خودش
- ازدواج بوت کمپ مانند خودش